# Kanyama
 (août 2023).
Si vous disposez d'ouvrages ou d'articles de référence ou si vous connaissez des sites web de qualité traitant du thème abordé ici, merci de compléter l'article en donnant les références utiles à sa vérifiabilité et en les liant à la section « Notes et références ».
Kaniama  est une localité chef-lieu du territoire homonyme de la province du Haut-Lomami en République démocratique du Congo. Le chef coutumier de cette entité décentralisée se situe à Kalundwe. KNM est un sigle faisant référence à Kaniama comme entité territoriale décentralisée de la république démocratique du Congo.

## Langues
À Kaniama, la langue originelle et la plus parlée est le kiluba de Mutombo-Mukulu.[réf. nécessaire] Aujourd'hui, le territoire n'est plus habité que par les autochtones, par conséquent d'autres langues  telles que le tshiluba, le lingala, le swahili y sont de temps en temps parlées.[pas clair]

## Géographie
La localité est située sur la route nationale 1 à 205 km au nord-ouest du chef-lieu province de Haut Lomami, Kamina.

## Groupements Le territoire de Kaniama compte 15 groupements, réunis dans une seule chefferie de Mutombo-Mukulu. Ces groupements sont les suivants
- Ilunga Mbiya
- Kalulwa
- Kalundwe
- Kamwanga
- Kanseji
- Kipanga ( Tshihanga)
- Mwine Haha
- Mwine Luhata
- Mwine Nsungu
- Mwine Tshiyi
- Ngombe
- Sakadi Kisenge
- Tshahona
- Tshibamba
- Yamba

## Hiérarchisation de la chefferie
Dans la chefferie Mutombo Mukulu, le pouvoir est détenu par le grand chef que l'on nomme Mulohwe ou Mulopwe. Celui-ci est assisté par une cour de sages, composée de plusieurs notables qui se chargent de la gestion quotidienne de la chefferie.

## Hydrographie
Le territoire et la commune rurale de Kaniama sont entourée de plusieurs cours d'eau dont les rivières Lomami (chutes Seya et Dilenge), Lwembe (chute Kai), Luba (chute Luba).

## Histoire
Le territoire de Kaniama est habité par un peuple organisé en clan appelé Baluba  Bene Mutombo Mukulu, dont la Royauté est exercée par trois clans à tour de rôle, ce sont les Bene Ngandu, les Basonge et les Bene Kabeya. La capitale du Royaume est située à Kalundwe.

## Culture
Le peuple Mutombo-Mukulu pleure ses morts autour du feu, accompagné d'une musique soit produite par le coup du tambour ou soit par la frappe du xylophone (le marimba ou madimba) ou soit par autres instrument musicaux tels que le kyondo.

## Habitudes gastronomiques
L'aliment de base de la population locale reste le foufou, fait à base des farines de maïs et manioc, communément appelé Nshima en kiluba ou bukari en kiswahili. Ce foufou est généralement accompagné de légumes comme le choux pommé, les feuilles de manioc, le choux chinois, les feuilles de courge, les amarantes ou de la viande de chèvres, du porc ou des volailles. Les habitants mangent également du poisson et de la viande des animaux sauvages.
Les boissons consommées sont généralement produites localement. Le lutuku, le tshibuku, le malevu ou vin de palme sont fabriqués par les habitants eux-mêmes. Toutefois, les bierres et boissons produits de la BRALIMA ou BRASIMBA sont également consommés.

## Le mariage
Le mariage est fortement ancré dans la culture de Baluba de Bene Mutombo-Mukulu. Tout commence par une pré-dot qui vient annoncer le début de l'union de deux familles. Ce processus est scellé par le versemment de la dot constituée de différents biens et d'une sommes d'argent par la famille du garçon qui, de fait se marie. L'on peut noter plusieurs cas de polygamie dans ce territoire.

### Taille d'un menage
Le ménage moyen compte dix personnes en général : le père, la mère, plus ou moins cinq  enfants et d'autres personnes apparentées à la mère ou au père.

## Spiritualité
La population est généralement croyante. Elle est influencée par le christianisme. La population locale est profondément plongée dans les pratiques traditionnelles.[réf. nécessaire]

## Administration
Chef-lieu territorial de 28 533 électeurs recensés en 2018, la localité a le statut de commune rurale de moins de 80 000 électeurs, elle compte 7 conseillers municipaux en 2019.Le territoire de Kaniama est composé de 15 groupements.

## Population
La population est majoritairement jeune. Le recensement date de 1984, l'accroissement annuel est estimé à 3,89,.
| 1984   | 2004   | 2012   |
| ------ | ------ | ------ |
| 25 106 | 46 233 | 62 723 |

## Économie
L'économie du territoire de Kaniama est basée sur l'agriculture et l'élevage.

### Pêche
Avec son réseau hydrographique constitué des rivières Lomami, Lwembe, Lubilanji, Lubiji et tant d'autres, la commune rurale de Kaniama est l'un des fournisseurs de poisson de la province du Haut-Lomami. Les rivières telles que Lomami, Lubiji et Lwembe abritent des animaux aquatiques tels que les hyppopotames et les crocodiles.

### Le chemin de fer
La ligne de chemin de fer Lubumbashi-Ilebo est l'une dee plus grandes en République démocratique du Congo. La commune rurale de Kaniama ayant pour vocation l'agriculture s'en sert pour l'acheminement des produits champetres soit à la gare de Kamina, à celle de Likasi, celle de Bukama ou celle de Lubumbashi. D'autres produits vont par contre vers le grand Kasaï dont à Luputa, Mweneditu et Mbuji-Mayi.

### Voie routière
Pour acheminer des marchandises soit au Kasaï ou au Katanga, les habitants de Kaniama font aussi usage de la voie routière. Ils utilisent la route nationale N1. Cette route sert de transport tant pour les humains que pour les marchandises. Des motos, des camions et des jeeps fréquentent régulièrement cette route.
La distance entre Kaniama et Kamina est de 195 km.